# Texas de Brazil
A Texas de Brazil é uma cadeia de restaurantes de churrascaria de propriedade familiar, com unidades em nível nacional e internacional. Foi inaugurada em 13 de outubro de 1998, em Addison, Texas, um subúrbio de Dallas. O restaurante é uma churrascaria brasileira-americana que combina a culinária do sul do Brasil com carnes ao estilo texano. Os clientes viram um pedaço de papel com o lado verde para cima para receber carne, ou com o lado vermelho para cima para não receber mais carne.

## Cardápio
As carnes desse restaurante consistem em cortes assados e temperados de carne bovina, suína, de cordeiro, de frango e de linguiça brasileira. As carnes são cozidas em uma grelha de fogo aberto, uma técnica originária do sul do Brasil, onde funcionários vestidos de gaúchos levam as carnes individualmente às mesas. O Texas de Brazil não serve coração de galinha, considerado um alimento tradicional encontrado em muitas outras churrascarias. O restaurante também prepara e serve vários tipos de sobremesas.